# Царь горы (мультсериал)
«Царь горы» (англ. King of the Hill) — американский комедийный мультсериал, созданный Майклом Джаджем и Грегом Дэниелсом. Сериал выпускался с 12 января 1997 по 6 мая 2010 года на канале Fox Network. За время своего существования сериал удостоился ряда наград, в том числе двух премий «Эмми». Премьера 14-го сезона состоялась 4 августа 2025 года.
В центре повествования — небольшая семья техасцев-методистов, живущих в городе Арлен (штат Техас).
Майкл Джадж и Грэг Дэниелс задумали сериал после запуска сериала «Бивис и Баттхед». Первая серия дебютировала на канале
Fox Network 12 января 1997 года, и шоу стало рейтинговым с пилотного показа. Популярность серий привела к появлению поклонников по всему миру и показу серий каждый вечер на Cartoon Network в блоке Adult Swim. В 2007 году сериал был назван журналом Time одним из ста лучших телевизионных шоу всех времён. Рейтинг мультсериала по версии Американской киноассоциации — TV-PG (74 и 239 серии — TV-14).

## История
В 1995 году, после успеха мультсериала «Бивис и Баттхед» на MTV, Майк Джадж начал работу совместно с бывшим сценаристом «Симпсонов» Грегом Дэниелсом над шоу «Царь горы». Джадж почерпнул идею города Арлен из собственной жизни: он жил в городе Гарленд, пригороде Далласа (Техас). У него родилась идея новых персонажей — колоритных американцев, он начал писать экспериментальный сценарий. Этот сценарий был взят в работу каналом Fox. Несколько позже Грег Дэниелс переписал сценарий и создал несколько ключевых персонажей, которые не фигурировали в первом проекте Джаджа (в том числе Луэнн и Коттона), а также внёс некоторые другие идеи (например, увлечённость Дэйла Гриббла теориями заговоров).

### Первые успехи
После своего дебюта сериал принёс огромный успех каналу Fox и был признан одним из лучших телесериалов в различных изданиях, в том числе Entertainment Weekly, Time и TV Guide. За сезон 1997—1998 гг., сериал стал одним из ведущих на канале Fox, приобрёл наивысший рейтинг передачи и почти превзошёл «Симпсонов». В пятом и шестом сезонах Майк Джадж и Грег Дэниелс принимали менее активное участие в создании шоу. В конечном счёте они сосредоточились на шоу снова, хотя Дэниелс уделял большее внимание другим проектам.

### Причина закрытия
Во время показа десятого сезона в 2005 году было принято предварительное решение о закрытии сериала, однако высокая оценка сериала зрителями заставила руководство канала повременить с решением. Fox продлил сериал до двенадцатого сезона, что сделало его вторым по продолжительности анимационным сериалом на телевидении после сериала Симпсоны.
После снижения рейтингов Fox в конце концов решил снять шоу с эфира, мотивируя своё решение необходимостью выделения времени для спин-оффа сериала Гриффины под названием Шоу Кливленда. Также канал ABC заявил, что заинтересован в приобретении прав на сериал, но в январе 2009 года президент ABC Стив МакФерсон отметил, что пока планов приобретения прав на этот анимационный сериал нет.
На 30 апреля 2009 было объявлено, что Fox сделает по крайней мере ещё два эпизода, чтобы показать надлежащий финал. Четырнадцатый сезон шоу прогнозировался в 2009—2010 годах, но позднее канал Fox заявил, что планов на продолжение съёмок нет. 10 августа 2009 Fox объявил, что последняя серия выйдет в эфир 13 сентября 2009 года.

### Возрождение
31 января 2023 года было объявлено, что возрождение будет транслироваться на стриминговом сервисе Hulu, и что Майк Джадж и Грег Дэниелс вернутся к работе над мультсериалом. Ожидалось, что Джадж, Кэти Наджими, Стивен Рут, Памела Элдон, Джонни Хардвик и Лорен Том вновь озвучат свои роли. После смерти Бриттани Мерфи и Тома Петти в 2009 и 2017 годах соответственно не было объявлено, что будет с персонажами Луэнн и Лакки, и неизвестно, вернётся ли Тоби Хасс. 1 мая 2023 года Рут заявил, что в возрождении будет скачок во времени, который будет происходить спустя годы после финала мультсериала, в котором Бобби «старше». Хардвик умер в августе 2023 года, не успев завершить запись диалогов для нового сезона, в результате чего судьба Дейла осталась неопределённой. Позже выяснилось, что Хардвик записал первые шесть эпизодов до своей смерти.
В июле 2025 года стало известно, что 14-й сезон, состоящий из 10 эпизодов, выйдет на Hulu 4 августа 2025 года. Также было объявлено, что Хардвик озвучил Дейла в первых шести эпизодах, а начиная с седьмого его заменил Хасс.

## Персонажи

### Главные герои мультсериала
«Царь Горы» повествует о жизни обычной семьи из среднего класса, живущей в типично американском городке. Сюжеты в сериале затрагивают современные темы, такие как отношения отцов и детей, дружба, верность и справедливость. Отличительной чертой сериала является комическое отображение взглядов американцев на жизнь и правила, по которым они живут.
В оригинальном озвучивании персонажей участвовали Эшли Гарднер, Бриттани Мерфи, Тоби Хасс, Памела Эдлон, Лорен Том, Дэвид Херман, Брекин Мейер, Джонатан Джосс и Том Петти.
| Хэнк Хилл        | Патриархальный семьянин, заместитель менеджера «Стриклэнд Пропан» и продавец «пропана и сопутствующих товаров». Хэнк помешан на газоне у своего дома, пропане и команде по американскому футболу Dallas Cowboys. Он чувствует дискомфорт при упоминании близости и сексуальности, но у него здоровые отношения с женой, а также с остальными членами его семьи. Его фирменный вздох в состоянии дискомфорта или раздражения, его возглас «Bwah!»(«Мда»), когда он поражён, шёпот «ugh» («Ф-фу»), когда он испытывает отвращение, и фраза «Вот что я вам скажу!» служат основой множества гэгов. Кроме того, когда кто-то злит Хэнка, он часто восклицает «Я надеру Вам задницу!», хотя на деле редко осуществляет угрозу. Он старается эмоционально дистанцироваться от всех членов семьи, однако не скрывает чувств в отношении своей старой собаки, бладхаунда Ледибёрд. На затылке имеет татуировку с надписью «Bill». |
| Пегги Хилл       | Хэнк женат на Пегги Хилл, замещающем учителе испанского языка, который она плохо знает и понимает (в том числе, фонетически искажает название языка до «эс-пух-Нол»). Пегги также является независимым обозревателем газеты, агентом по недвижимости, нотариусом, и чемпионом по игре в буггл (вариант игры, в России известной как «наборщик»). Она часто проявляет свою наивность и высокомерие, у неё завышенное мнение о своём уме и внешности. Она считает себя хорошо осведомлённой, умной и крайне физически привлекательной, хотя время от времени её большие ступни заставляют её смущаться или комплексовать. Чаще всего Пегги утверждает, что все хорошие идеи принадлежат ей. |
| Бобби Хилл       | У Хэнка и Пегги есть сын, Бобби Хилл (в одной из серий он произносит своё имя как «Роберт»). Ему 13 лет и он страдает избыточным весом. Мечтой Бобби является карьера комика. Хотя он не особенно привлекателен или умён, у Бобби отличное чувство собственного достоинства, он не стыдится своего тела и постоянных провалов в спортивных и прочих мероприятиях. Бобби недостаёт спортивного мастерства его отца, и он не особо любит спорт, хотя, в отличие от отца, отлично умеет стрелять из ружья, что использует его дед-ветеран как повод для унижения Хэнка; хоть он и участвовал в некоторых соревнованиях, его не включили в команду по американскому футболу Средней школы Тома Лэндри. Он владеет чувством юмора, что не нравится Хэнку, более собранному и консервативному человеку. Бобби увлекается вещами, присущими больше женскому полу: приготовлением пищи, высокой модой и куклами, что заставляет Хэнка нервничать и оказывать на Бобби сильное давление. Дискомфорт Хэнка при созерцании наклонностей Бобби — постоянно повторяющийся мотив сериала. |
| Луэнн Плэттер    | Луэнн Платтер (имя образовано от названия одного из блюд — «Lu Ann Platter», или «тарелка Лу Энн» — в кафетерии Luby's) является племянницей Пегги. Она пришла жить к Хиллам из трейлерного городка после того, как её мать, Линн, была отправлена в тюрьму за нанесение колотых ран отцу Луэнн (брату Пегги) вилкой. Её полное имя — Луэнн Лиана Плэттер, что можно узнать из эпизода «Edu-macating Lucky». |
| Дэйл Гриббл      | Дейл Гриббл — сосед Хэнка и Пегги Хилл. Он — дезинсектор, охотник, заядлый курильщик, фанат оружия, параноидально верящий почти во все теории заговоров. Майк Джадж и Грег Дэниелс изначально назвали его Дэном «Грибблом» Костелло в честь близкого друга Джаджа. Сам персонаж списан с Уильяма Берроуза и Хантера С. Томпсона, они оба были жадными коллекционерами оружия, а также отстаивали теорию заговора. Кроме того, Уильям Берроуз является автором романа «Дезинсектор», так что выбор профессии Дейла, скорее всего, также был не случаен. |
| Билл Дотерив     | Билл был лучшим другом Хэнка в средней школе, а теперь живёт через дорогу от него. В молодости Билл был очень накачан, спортивен, умел, и обладал пышной шевелюрой. Теперь он лысый и пузатый, работает парикмахером в армии США и постоянно тоскует по жене, Ленор, которая ушла от него. Он всё страдает от любви и необходимости быть ведомым, поэтому его влечёт к Пегги. Всякий раз, когда он впадает в депрессию или испытывает приступ одиночества, он ищет утешение в спиртном. Билл происходит из рода франкоязычных дворян из Луизианы, наживших состояние на плантациях перца чили. |
| Джеффри Бумхауэр | Бумхауэр (к нему всегда обращаются по его фамилии) был школьным другом Хэнка, Дейла и Билла. Он любит загорать и говорит еле понятно, постоянно бормочет; но когда он поёт песни, то его речь становится ясной. Он является убеждённым холостяком, иногда его показывают с различными подружками. В финале сериала, в серии «К филе с любовью», выясняется, что Бумхауэр — техасский рейнджер. До этого был намёк, что он был электриком. |
| Нэнси Гриббл     | Нэнси — жена Дэйла Гриббла. Работает репортёром на местном канале, обеспечивая свою семью. Последние четырнадцать лет лечит мигрень у Джона «Красного Початка» супружеской неверностью. У Нэнси есть сын Джозеф, очень похожий на Джона, что совершенно не смущает её мужа, Дейла. В серии Nancy Boys, находясь в алкогольном опьянении, исполняет супружеский долг с Дэйлом, и становится образцовой женой. |

В сериале также участвовали многочисленные приглашённые звёзды, в том числе Трой Айкман, Брэд Питт, Дэнни Трехо, Хизер Локлир, Салли Филд, Джонни Депп, Чак Манджоне, Снуп Догг, Кид Рок и Джейсон Бейтман. В поздних сезонах Том Петти присоединился как Лаки (Lucky, Счастливчик), парень/муж Луэнн.

## Место действия
Действие «Царя горы» происходит в вымышленном городе Арлен (штат Техас). В интервью 1995 года перед дебютом шоу Джадж описал Арлен как «город, похожий на Хамбл», пригород Хьюстона. В более позднем интервью Джадж отметил, что особенное влияние на образ Арлена оказал пригород Далласа — Ричардсон. Арлен находится буквально в 15 километрах к югу от Хьюстона, его полный адрес — Arlen, Houston, TX 77078. Несмотря на выдуманную местность, авторы шоу стремились к точному отображению окрестностей и дошли даже до того, что ездили в Техас для исследования окружения и написания персонажей.
В сериале изображены такие места Арлена, как Рейни-стрит, где проживает семья Хиллов, и Стриклэнд Пропан, где работает Хэнк. Также в городе встречаются места, пародирующие известные фирмы, например, Мегаломаркет (Mega-Lo Mart, «Сверхубогий супермаркет»), пародирующий крупные сетевые супермаркеты, особенно Wal-Mart и Kmart. Большинство детей в шоу учится в средней школе имени Тома Лэндри (названной в честь бывшего тренера команды Dallas Cowboys). В начале сериала упоминалось, что школа принадлежит к Heimlich County School District (в соответствии с маркировкой на школьных автобусах), но в следующих сезонах это изменилось на Независимый школьный округ Арлена. Талисманом школы является Длиннорог (в честь американской футбольной команды Техасского университета «Longhorns»). Также в Арлене есть местный клуб — «Загородный Клуб Девяти Рек», однако принимают туда исключительно американцев азиатского происхождения.

## «Стрикленд Пропан»
«Стрикленд Пропан» (англ. Strickland Propane) — вымышленная корпорация, занимающаяся продажами пропана и пропанового оборудования, а также сопутствующих товаров в мультсериале «Царь горы».
Создатель и владелец — Бак Стрикленд, штаб-квартира корпорации находится по адресу: 135 Los Gatos Road, Arlen, Texas. Основной работник компании — Хэнк Хилл, 41 раз подряд получавший звание «Работник месяца».
Девиз компании — «Taste the meat, not the heat» (с англ. — «Вкусите мясо, а не жар», в фильме говорится как «Вкус мяса, а не угля»), подчёркивающий преимущества пропана перед углём при приготовлении мяса. Сам Хэнк говорит, что «у пропана жар мягче, и стоит он недорого», хотя семья с ним не вполне согласна: в одном эпизоде Пегги и Бобби тайком от Хэнка с наслаждением готовят мясо на углях.
В Техасе «Стрикленд Пропан» имеет пять филиалов: кроме основного, это «Стрикленд Север», «Стрикленд Юг», «Стрикленд Восток», «Стрикленд Запад». О них мало что известно, кроме того, что «Стрикленд Север» находится в «угольном округе» (англ. charcoal county).
Основной конкурент корпорации — компания Thatherton Fuels (с англ. — «Топливо Татертона»), создатель и владелец которой — М. Ф. Татертон, бывший работник «Стрикленд Пропан». Их лозунг — «We sell the heat… with warmth» (с англ. — «Мы продаём жар… с теплотой»).
В последнем эпизоде второго сезона — «Propane Boom» — в пропановой отрасли появился ещё один игрок, гипермаркет Mega-Lo Mart, продававший пропан дешевле, чем конкуренты. Это привело к закрытию «Стрикленд Пропан» (обыгрывается экономическое явление, называемое Эффект Wal-Mart). Однако вследствие безграмотной корпоративной политики в отношении персонала (из-за искусственных, характерных для больших корпораций, управленческих схем газ доверили новичку) в Mega Lo Mart произошёл взрыв, и после ремонта продажа пропана была прекращена, что позволило «Стрикленд Пропан» вернуться в пропановый бизнес. Во многих сериях есть отсылка на то, что Хэнк якобы взорвал Mega-Lo Mart. После инцидента в гипермаркете у Хэнка появляется «пропанофобия».

### Персонал корпорации
| Нынешние сотрудники | Бывшие сотрудники |
| - Бак Стрикленд - Хэнк Хилл - Джо Джек - Энрике - Энтони - Боб Сесил - Мелинда Граб - Гектор - Донна - Джейсон - Мария Монтальво - Роджер «Буда» Сет - Синди Смит | - Дэвид Калоики Алои - Дебби Грунд - Донна (из бухгалтерии) - Тэмми Дюваль - Бобби Хилл - Пегги Хилл - Леон Петард - Рич - Кан Суфанусинфон - Мисс Элизабет Стрикленд - М. Ф. Татертон - Ллойд Викерс - Трэвис |